# Xantófila

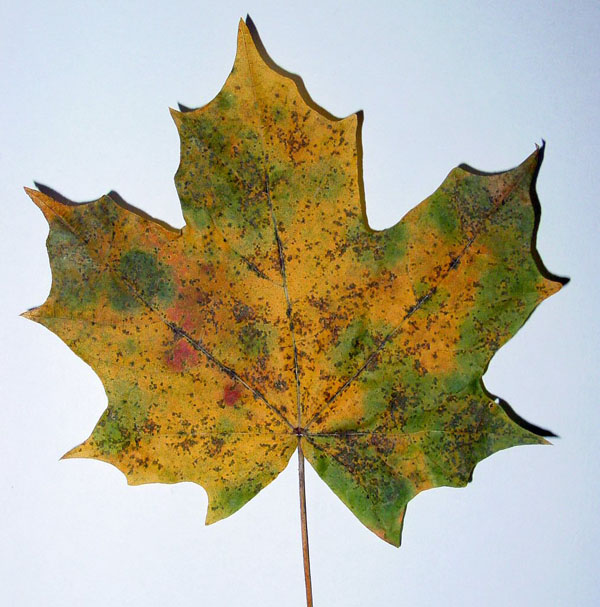
La clorofila más abundante en las hojas enmascara los colores de los carotenoides. Al caer las hojas, la clorofila más inestable ante la oxidación se descompone más rápidamente y las hojas muestran los colores amarillentos de las xantófilas.

La xantófila, xantofila o luteína (del griego ξανθος, xantos, ‘rubio’ y φυλλο, filos, ‘hoja’; anteriormente, filoxantina) es un compuesto químico perteneciente al grupo de los carotenoides que posee uno o más átomos de oxígeno en su estructura. En la Unión Europea, el código alimentario para esta familia de compuestos es E-161.
La xantófila son compuestos pigmentados que se encuentran de forma natural en muchas plantas y presentan también acción foto-sintética. Estos pigmentos, más resistentes a la oxidación que la clorofila, proporcionan a las hojas secas sus tonos amarillentos y parduzcos

## Variantes
- E-161a Flavoxantina
- E-161b Luteina
- E-161c Criptoxantina
- E-161d Rubixantina
- E-161e Violaxantina
- E-161f Rodoxantina
- E-161g Cantaxantina
- E-161h Zeaxantina
- E-161j Astaxantina

## Propiedades
Las xantófilas son derivados oxigenados de los carotenoides, usualmente sin ninguna actividad como vitamina A. La criptoxantina es una excepción, ya que tiene una actividad como vitamina A algo superior a la mitad de la del beta-caroteno.
Abundan en los vegetales, siendo responsables de sus coloraciones amarillas y anaranjadas, aunque a menudo están enmascaradas por el color verde de la clorofila. También se encuentran las xantófilas en el reino animal, como pigmentos de la yema del huevo (luteína) o de la carne de salmón y en el exoesqueleto de crustáceos (cantaxantina). Esta última, cuando se encuentra en los crustáceos, tiene a veces colores azulados o verdes, al estar unida a una proteína. El calentamiento rompe la unión, lo que explica el cambio de color que experimentan algunos crustráceos al cocerlos. La cantaxantina es utilizada como aditivo alimentario se obtiene usualmente por síntesis química.

## Aplicaciones
La cantaxantina era componente básico de ciertos tipos de pastillas utilizadas para conseguir un bronceado rápido. La utilización de grandes cantidades de estas píldoras dio lugar a la aparición de problemas oculares en algunos casos, por lo que en algunos países se tiende a limitar las cantidades de este producto que pueden añadirse a los alimentos. Por ejemplo, en Estados Unidos el límite es de 30 mg/libra.
En España, las xantófilas se utilizan para aplicaciones semejantes a las de los carotenoides (excepto en el queso), con las mismas restricciones.
Estos colorantes tienen poca importancia como aditivos alimentarios directos. Únicamente la cantaxantina, de color rojo semejante al del pimentón, se utiliza a veces debido a su mayor estabilidad. Son en cambio muy importantes como aditivo en el alimento suministrado a las truchas o salmones criados en piscifactorías, y también en el suministrado a las gallinas. El objetivo es conseguir que la carne de los peces o la yema de los huevos tenga un color más intenso. El colorante utilizado en cada caso concreto depende de la especie animal de que se trate, y suele aportarse en forma de levaduras del género Rhodatorula o como algas Spirulina, más que como substancia química aislada.